# Lyla Porter-Follows
Lyla Anne Porter-Follows (* 29. Dezember 1991 in Toronto, Ontario) ist eine kanadisch-US-amerikanische Schauspielerin.

## Leben
Porter-Follows wurde am 29. Dezember 1991 in Toronto als Tochter der kanadischen Schauspielerin Megan Follows und des kanadischen Berufsfotografen und Kameramanns Christopher Porter geboren. Sie hat einen vier Jahre jüngeren Bruder. Über ihren Vater hat sie einen Halbbruder. Sie besuchte eine High School in Los Angeles und ist Absolventin des Vassar College in Poughkeepsie, wo sie zwischen 2010 und 2014 ihren Bachelor of Arts in den Fächern Englisch, Literatur und Hispanistik erlangte. 2012 studierte sie für ein Semester an der Universität Carlos III in Madrid. Schauspielerische Bildung erhielt sie unter anderem an der Oakwood School oder der Academy of Creative Education.
Porter-Follows gab 2016 ihr Schauspieldebüt in zwei Episoden der Fernsehserie Reign in der Rolle der Ellen. Ab demselben Jahr bis einschließlich 2018 wirkte sie in 17 Episoden der Fernsehserie Frontier in der Rolle der Clenna Dolan an der Seite von Jason Momoa und Landon Liboiron mit. 2017 übernahm sie zudem Rollen in den Fernsehserien Mary Kills People und American Horror Story. In den nächsten vier Jahren folgten überwiegend Episodenrollen in den Fernsehserien The Bold Type – Der Weg nach oben, Departure – Wo ist Flug 716, October Faction und Murdoch Mysteries – Auf den Spuren mysteriöser Mordfälle.
Während ihrer Zeit am Vassar College war sie Mitbegründerin der Theatergruppe Britomartis. Als Bühnendarstellerin wirkte sie vom 29. März 2017 bis zum 2. Juli 2017 am Samuel J. Friedman Theatre im von Lillian Hellman geschriebenen Stück The Little Foxes mit.

## Filmografie (Auswahl)
- 2016: Reign (Fernsehserie, 2 Episoden)
- 2016–2018: Frontier (Fernsehserie, 17 Episoden)
- 2017: Mary Kills People (Fernsehserie, 3 Episoden)
- 2017: American Horror Story (Fernsehserie, Episode 7x07)
- 2019: The Bold Type – Der Weg nach oben (The Bold Type, Fernsehserie, 2 Episoden)
- 2019: Departure – Wo ist Flug 716 (Departure, Fernsehserie, Episode 1x01)
- 2020: October Faction (Fernsehserie, Episode 1x08)
- 2021–2022: Murdoch Mysteries – Auf den Spuren mysteriöser Mordfälle (Murdoch Mysteries, Fernsehserie, 2 Episoden)
- 2022: Christmas on the Rocks (Fernsehfilm)
- 2023: Accused (Fernsehserie, Episode 1x15)
- 2023: Hudson & Rex (Fernsehserie, Episode 6x01)
- 2025: Stealing the Sky

## Theater (Auswahl)
- 2017: The Little Foxes, Regie: Daniel Sullivan, Samuel J. Friedman Theatre